# Nadwirna
Nadwirna (ukrainisch Надвірна; russisch Надворная Nadwornaja, polnisch Nadwórna) ist eine Kleinstadt in der Westukraine und das Zentrum des gleichnamigen Rajons mit 22.100 Einwohnern. Die Stadt befindet sich etwa 37 Bahn- bzw. Straßenkilometer in südsüdwestlicher Richtung vom Oblastzentrum Iwano-Frankiwsk. Nadwirna liegt am Fuße der Karpaten am Ufer des Flusses Bystryza, verfügt über einen Bahnanschluss und bekam 1939 den Stadtstatus verliehen.

## Wirtschaft

### Industrie
In Nadwirna betreibt der ukrainische Erdöl- und Erdgaskonzern Naftohas Ukrajiny über seine Erdölgesellschaft ВАТ "Укрнафта" Ukrnafta die Raffinerie Надвірнанафтогаз Nadwirnanaftohas.

### Verkehr
Von Nadwirna führt eine der wenigen wichtigen Straßen- und Schienenverbindung über die Karpaten nach Rachiw in der Oblast Transkarpatien.
Der Nahverkehr wird mit Bussen und Marschrutkas abgewickelt.

#### Bahnstrecken
- Iwano-Frankiwsk–Nadwirna–Jaremtsche–Worochta–Rachiw–Sighetu Marmației
- Nadwirna–Deljatyn

Zwischen 1897 und 1968 führte von der Bahnstrecke Sighetu Marmației–Iwano-Frankiwsk im Bahnhof Nadwirna ausgehend die Waldbahn Nadwirna in südwestliche Richtung durch das Bystryzjatal in die Karpatenwälder nach Selena und Bystryzja.

## Geschichte
Nadworna teilt weitgehend die Geschichte der Ukraine bzw. Galiziens/Polens

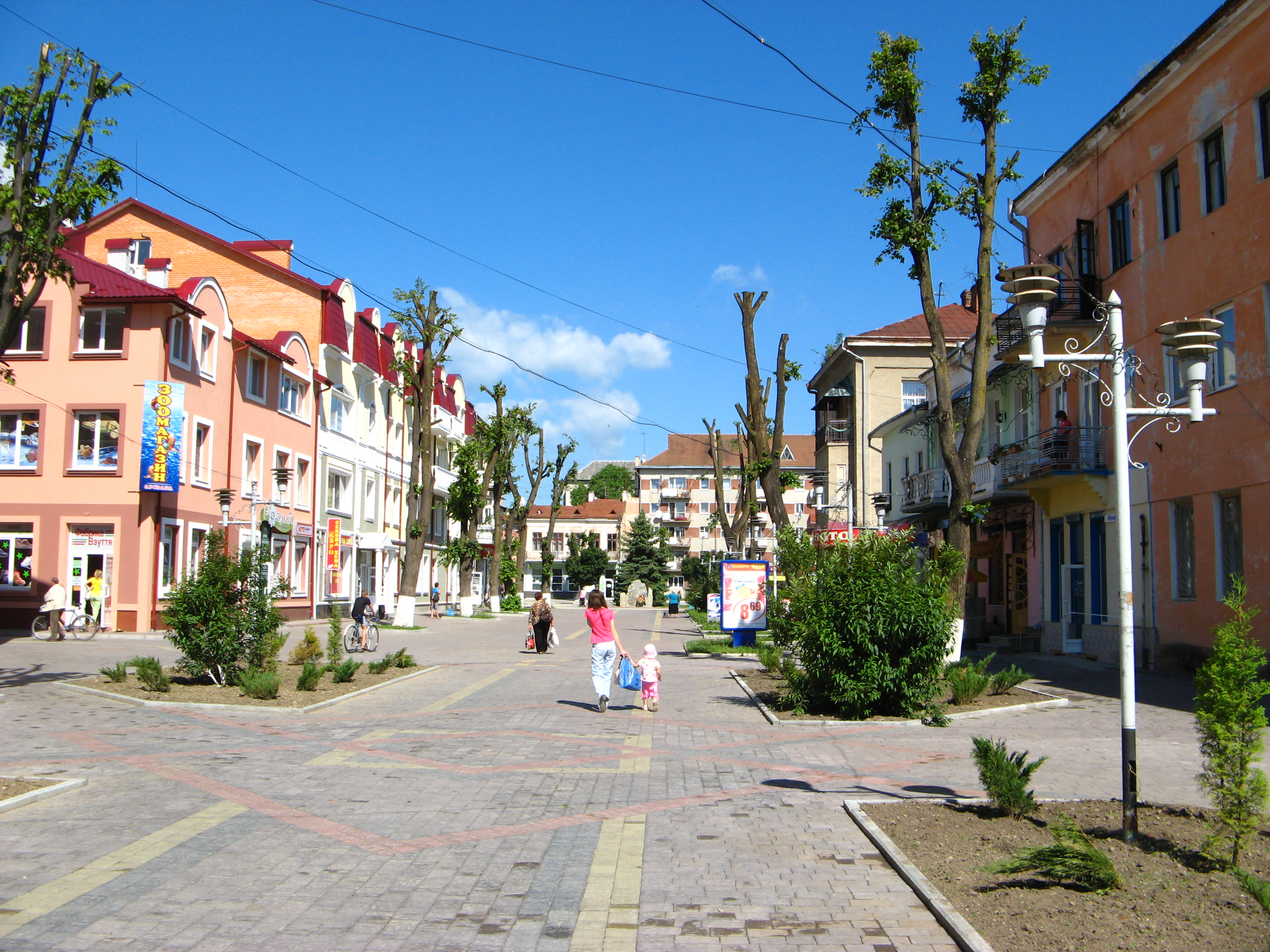
Blick auf die Innenstadt

Die Gründung der Ortschaft war vermutlich im Jahr 1596, es lag damals in der Adelsrepublik Polen-Litauen in der Woiwodschaft Ruthenien. Nach der ersten Teilung Polens 1772 fiel die Stadt an Österreich, hier war sie ab 1850 Sitz der Bezirkshauptmannschaft Nadwórna sowie eines Bezirksgerichts ab 1867. Nach dem Ende des Ersten Weltkrieges fiel der Ort 1919 an Polen und lag hier ab 1921 in der Woiwodschaft Stanislau. 1939 fiel sie mit Beginn des Zweiten Weltkriegs an die Ukrainische SSR. In den dreißiger Jahren gab es verstärkte Aktivitäten der ukrainischen nationalistischen Bewegung OUN unter Stepan Bandera in der Region. 1941 bis 1944 war Nadworna von der deutschen Wehrmacht besetzt und fiel anschließend wieder an die Sowjetunion.
Unter Leitung von Hans Krüger führten Angehörige der deutschen Sicherheitspolizeistelle Stanisławów am 6. Oktober 1941 in Nadwirna eine Massenerschießung polnischer Juden durch und eine weitere, beim so genannten Blutsonntag vom 12. Oktober, am Stadtrand von Stanisławów. Diesen beiden Mordaktionen fielen mehr als 10.000 Menschen zum Opfer; davon vermutlich 1200 bis 2000 in Nadwirna. Nach dem Zerfall der Sowjetunion 1991 wurde die Stadt Teil der unabhängigen Ukraine.

## Gemeinde
Am 12. Juni 2020 wurde die Stadt zum Zentrum der neugegründeten Stadtgemeinde Nadwirna (Надвірнянська міська громада Nadwirnjanska miska hromada). Zu dieser zählen auch noch die 12 in der untenstehenden Tabelle aufgelisteten Dörfer, bis dahin bildete es die gleichnamige Stadtratsgemeinde Nadwirna (Надвірнянська міська рада/Nadwirnjanska miska rada) im Rajon Nadwirna.
Folgende Orte sind neben dem Hauptort Nadwirna Teil der Gemeinde:
| Name                     | Name            | Name                                 | Name            | Name |
| ukrainisch transkribiert | ukrainisch      | russisch                             | polnisch        |      |
| ------------------------ | --------------- | ------------------------------------ | --------------- | ---- |
| Hwisd                    | Гвізд           | Гвозд (Gwosd)                        | Hwozd           |      |
| Krasna                   | Красна          | Красная (Krasnaja)                   | Krasna          |      |
| Lisna Tarnowyzja         | Лісна Тарновиця | Лесная Тарновица (Lesnaja Tarnowiza) | Tarnowica Leśna |      |
| Lisna Welesnyzja         | Лісна Велесниця | Лесная Велесница (Lesnaja Welesniza) | Weleśnica Leśna |      |
| Lojewa                   | Лоєва           | Лоевая (Lojewaja)                    | Łojowa          |      |
| Mlyny                    | Млини           | Млыны                                | Mielniki        |      |
| Molodkiw                 | Молодків        | Молодков (Molodkow)                  | Mołotków        |      |
| Myrne                    | Мирне           | Мирное (Mirnoje)                     | -               |      |
| Nasawysiw                | Назавизів       | Назавизов (Naswysow)                 | Nazawizów       |      |
| Paryschtsche             | Парище          | Парище (Parischtsche)                | Paryszcze       |      |
| Strymba                  | Стримба         | Стримба (Strimba)                    | Strymba         |      |
| Werchnij Majdan          | Верхній Майдан  | Верхний Майдан (Werchni Maidan)      | Majdan Górny    |      |

## Söhne und Töchter der Stadt
- Jadwiga Wołoszyńska (1882–1951), polnische Botanikerin
- Manfred Sakel (1900–1957), polnischer Psychiater
- Ljubomyr Polatajko (* 1979), Radsportler
- Wiktor Jastrebow (* 1982), Dreispringer
- Ihor Bojtschuk (* 1984), Skispringer
- Roman Hontjuk (* 1984), Judoka

## Partnerstädte
- Krnov, Tschechien
- Prudnik, Polen
- Northeim, Deutschland